# خالد بن محمد القاسمي
الشيخ خالد بن محمد بن صقر بن خالد بن سلطان بن صقر بن راشد القاسمي (1927 - 24 يناير 1972)، حاكم إمارة الشارقة خلال الفترة من 24 يونيو 1965 إلى 24 يناير 1972. هو أحد أبناء الشيخ محمد بن صقر القاسمي.

## حياته
تسلم حكم إمارة الشارقة بعد تنحية ابن عمه الشيخ صقر بن سلطان القاسمي، وشارك في اجتماعات تكوين الاتحاد ممثلاً عن إمارة الشارقة.  وقع على الدستور المؤقت يوم 2 ديسمبر عام 1971 وأصبحت الشارقة جزء من دولة الإمارات العربية المتحدة وانضم كعضو إلى المجلس الأعلى للاتحاد. قبل قيام دولة الإمارات ترأس لدورة واحدة مجلس حكام الإمارات.
في 24 يناير 1972 قام الشيخ صقر بن سلطان القاسمي ( حاكم الشارقة السابق ) بمحاولة انقلاب فاشلة لاسترجاع الحكم أدت إلى مقتل الشيخ خالد بن محمد القاسمي، وهو الأمر الذي رفضه المجلس الأعلى للاتحاد، وكانت إمارة دبي أولى الرافضين لهذا الانقلاب، وعلى أثر هذا الرفض القاطع انطلق وزير الدفاع آنذاك الشيخ محمد بن راشد آل مكتوم للتصدي لهذه المحاولة، وقاد قوة حاصرت الانقلابيين في قصر الرملة في الشارقة واضطرتهم لتسليم أنفسهم وتم تقديمهم للمحاكمة. وعلى إثرها عَيّن أخيه الأصغر الشيخ الدكتور سلطان بن محمد القاسمي حاكماً لإمارة الشارقة وأصبح بالتالي عضواً في المجلس الأعلى للاتحاد.

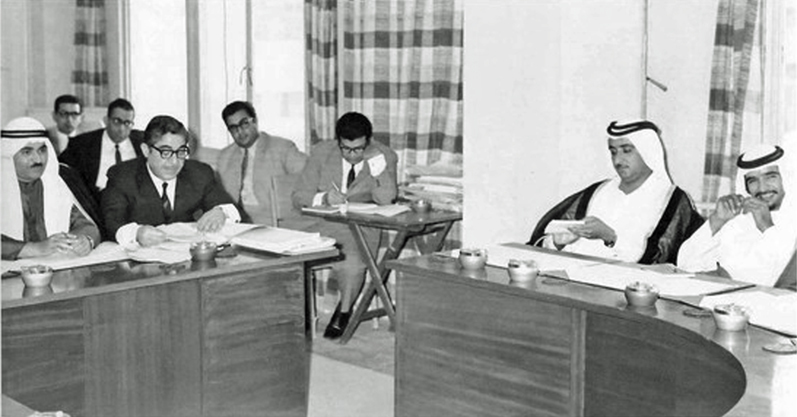
اجتماع مجلس حكام الإمارات برئاسة الشيخ خالد بن محمد القاسمي

## أبنائه
- فيصل ( وزير الشباب والرياضة السابق )
- محمد رئيس اتحاد تنس الطاولة السابق ( توفي في أبريل 1996م نتيجة إصابته بطلق ناري خلال حضورة إحدى المباريات)
- سلطان
- أحمد ( توفي مع والده أثناء الانقلاب).